# Felbabka
Felbabka (německy Feldwebel) je obec v okrese Beroun ve Středočeském kraji, asi 4 km jihovýchodně od Hořovic. Žije zde 291 obyvatel.

## Název
Název je zřejmě odvozen z německého Feldwebel v překladu „šikovatel“, který jako vysloužilec získal zdejší pozemky. Existuje také pověst o vzniku, která vypráví o vojákovi, který v 17. století zběhl z vojny. Když prchal před pronásledovateli, vysílen padl u malého stavení, kde najednou dostal spásný nápad. Převlékl se do ženských šatů a začal zametat zápraží. Pronásledovatelé běželi dál a nepoznaný voják zde zůstal a oženil se s majitelkou stavení. Tak měla vzniknout jeho přezdívka Feld-bába (tedy Polní bába), z čehož měla později vzniknout Feldbabka.

## Historie
První písemná zmínka o obci pochází z roku 1657, kdy je zde uvedeno jedno stavení a zájezdní hostinec, který sloužil jako zastávka formanů a horníků z nedalekého vrchu Ostrý, kde se těžila železná ruda. V roce 1869 zde bylo již 264 obyvatel a 36 domů.

## Obecní správa

### Části obce
- Felbabka (k. ú. Felbabka a Felbabka v Brdech)

Součástí obce je také základní sídelní jednotka Felbabka v Brdech.
Sousedními obcemi sídla jsou Rpety, Křešín, Jince a Podluhy.
V souvislosti se zánikem vojenského újezdu Brdy bylo k 1. lednu 2016 k obci připojeno katastrální území Felbabka v Brdech, které vzniklo k 10. únoru 2014. Toto území má rozlohu 0,177424 km² a je zde evidováno 0 budov a 0 obyvatel.

### Územněsprávní začlenění
Dějiny územněsprávního začleňování zahrnují období od roku 1850 do současnosti. V chronologickém přehledu je uvedena územně administrativní příslušnost obce v roce, kdy ke změně došlo:
- 1850 země česká, kraj Praha, politický i soudní okres Hořovice[8]
- 1855 země česká, kraj Praha, soudní okres Hořovice
- 1868 země česká, politický i soudní okres Hořovice
- 1939 země česká, Oberlandrat Plzeň, politický i soudní okres Hořovice[9]
- 1942 země česká, Oberlandrat Praha, politický okres Beroun, soudní okres Hořovice[10]
- 1945 země česká, správní i soudní okres Hořovice[11]
- 1949 Pražský kraj, okres Hořovice[12]
- 1960 Středočeský kraj, okres Beroun
- 2003 Středočeský kraj, obec s rozšířenou působností Hořovice

## Sport
Na Felbabce jsou fotbalová mužstva starších přípravek, mladších žáků, dorostenců a A týmu, které hraje 10. ligu (skupina B). V letech 1937–2006 zde působil také klub ledního hokeje TJ Felbabka, který hrál zápasy na zimním stadionu v Berouně.

## Pamětihodnosti
- Kaple

## Osobnosti
- Jan Váňa (1811–1864), objevitel černého uhlí na Kladensku, narodil se zde
- Karel Sezima (1876–1949), literární kritik, spisovatel a úředník, usadil se zde, narozen a pohřben v Hořovicích
- Josef Hampacher (1907–?) Boxer, novinář, herec a šampión ČSR v polotěžké a těžké váze, nechal si zde postavit chatku, které se říká Hampacherovna.[4]

## Doprava

### Dopravní síť
Do obce vedou silnice III. třídy. Železniční trať ani stanice či zastávka na území obce nejsou.

### Autobusová doprava 2024
Autobusovou dopravu v obci Felbabka zajišťuje společnost Arriva Střední Čechy. Obec je součástí Pražské integrované dopravy (PID). V obci se nacházejí zastávky Felbabka a Felbabka,rozc. Obcí procházejí dvě autobusové linky: 531 a 643. Linka 531 směřuje z Příbrami do Jinců a Hořovic. Linka 643 propojuje Křešín, Felbabku, Podluhy, Hořovice, Záluží, Újezd, Cerhovice a Třenice.